# Горшков, Георгий Степанович
Гео́ргий Степа́нович Горшко́в (15 февраля 1921, Иркутск — 14 апреля 1975, Москва) — советский учёный, вулканолог, член-корреспондент АН СССР (1966). Специалист в области исследования магматических процессов.

## Биография
- В 1943 году окончил геолого-почвенный факультет МГУ. C 1944 по 1947 год обучался в аспирантуре геологического музея МГУ[1].
- В 1943—1944 годах работал начальником геолого-съёмочного отряда Алданской экспедиции в Якутской АССР.
- C 1946 по 1948, с 1950 по 1954 и с 1957 по 1962 год работа младшим и старшим научным сотрудником Лаборатории вулканологии АН СССР (впоследствии реорганизована в Институт вулканологии СО АН СССР).
- В 1948—1950 и в 1954—1957 годах был начальником Ключевской вулканостанции (посёлок Ключи (ныне — в Камчатском крае).
- В 1962—1966 годах работал начальником лаборатории наземного вулканизма.
- В 1966—1970 — директор Института вулканологии Академии наук СССР.[2]
- 1 июля 1966 года избран членом-корреспондентом АН СССР в отделение наук о Земле по специальности «геохимия»[3].
- В 1967 году защитил диссертацию на соискание степени доктора геолого-минералогических наук.
- Член Петрографического комитета (c 1966 года).
- Член Межведомственного совета по сейсмологии и сейсмостойкому строительству при Президиуме АН СССР (с 1968 года).
- Член Советского национального комитета Тихоокеанской научной ассоциации (с 1969 года).
- Старший научный сотрудник Института физики Земли им. О. Ю. Шмидта АН СССР (1970—1975).
- С 1971 года был Президентом Международной ассоциации вулканологии и химии недр Земли.

Похоронен на Новодевичьем кладбище.

## Научные результаты
Основные работы Г. С. Горшкова посвящены современному вулканизму Курильских островов и Камчатки. Горшков предложил новую классификацию взрывных извержений и метод сейсмической локации магматических очагов. Он также является автором гипотезы, по которой вулканизм, зарождаясь в верхней мантии Земли, практически не зависит от состава земной коры.